# 해럴드 포사이스

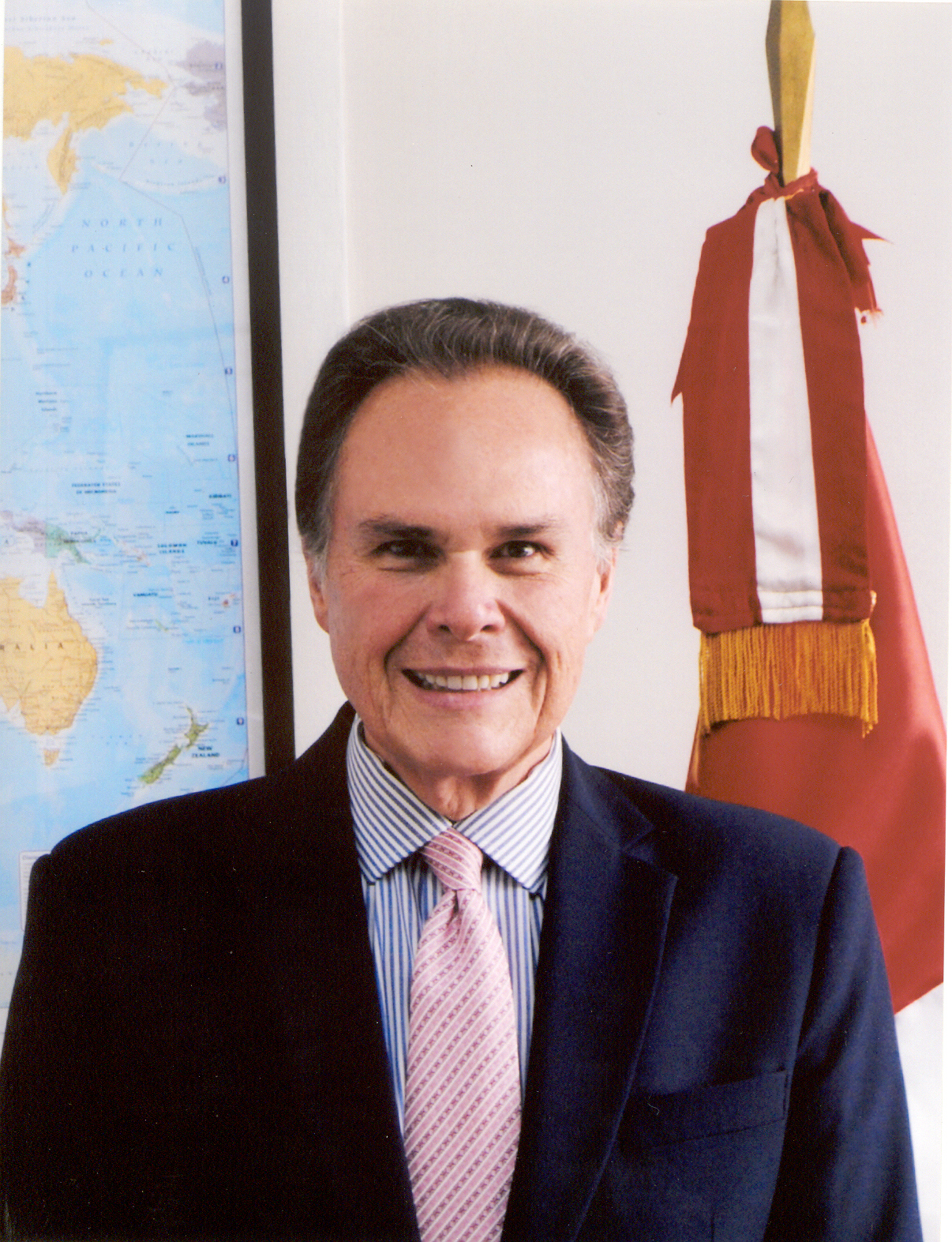

해럴드 포사이스(스페인어: Harold Forsyth, 1951년 5월 27일 ~ )는 페루의 외교관으로 미국, 이탈리아, 콜롬비아, 중국의 페루 대사를 지냈으며, 현재는 주페루일본대사이다. 1990년대 1선 국회의원을 지내기도 했다.

## 어린 시절
1951년 윌리 포사이스와 루치올라 메히아 데 포사이스의 아들로 태어났다. 리마의 샴파냐 학교를 졸업했으며, 페루 로마 교황청립 리마 가톨릭 대학교에서 신문학을 전공했다. 그 후 페루 외교학원에서 준석사 수료증을 받았다.

## 사생활
전 미스 칠레 출신의 마리아 베로니카와 결혼하여 슬하에 3명의 자녀를 두고 있으며, 그 중 아들 조지 포사이스가 있다.